# ウィッシュ (映画)
『ウィッシュ』（原題: Wish）は、2023年のアメリカ合衆国のアニメーション・ミュージカル・ファンタジー映画。ウォルト・ディズニー・アニメーション・スタジオが制作し、ウォルト・ディズニー・ピクチャーズ（日本ではウォルト・ディズニー・ジャパン）が配給した。クリス・バックとファウン・ヴィーラスンソーン（長編映画の監督デビュー作）が監督を務め、脚本はジェニファー・リーとアリソン・ムーアが執筆した。物語はリー、バック、ヴィーラスンソーン、ムーアによる共同原案に基づいており、ピーター・デル・ヴェッチョとフアン・パブロ・レイエス・ランカスター＝ジョーンズがプロデューサー、リーとドン・ホールがエグゼクティブプロデューサーを務めた。作画スタイルは、コンピュータアニメーションと伝統的な手描きアニメーションの要素を融合させたものとなっている。
声の出演には、アリアナ・デボーズ、クリス・パイン、アラン・テュディック、アンジェリーク・カブラル、ヴィクター・ガーバー、ナターシャ・ロスウェル、ハーヴィー・ギレン、エヴァン・ピーターズ、ラミー・ユセフジョン・ルドニツスキーらが名を連ねている。物語は、17歳の少女アーシャ（デボーズ）が、困難な状況の中で星に願いをかける情熱的な祈りを捧げるところから始まる。アーシャは生きた魔法の星と出会い、共にロサス王国の悪意ある支配者である魔法使いマグニフィコ（パイン）に立ち向かう。
『ウィッシュ』の制作は2018年に始まったが、公には2022年1月まで明かされなかった。同年9月には正式にプロジェクトが発表され、タイトルとともにデボーズとテュディックの出演が明らかになった。バックとヴィーラサントーンは、リーと共に『アナと雪の女王』（2013年）および『アナと雪の女王2』（2019年）に携わった経験があり、本作の監督に決定。後にムーアがリーと共同で脚本を執筆するため加わった。本作はディズニー100周年にインスパイアされ、多くのディズニー作品に共通する「願いが叶う」というテーマを結びつけた作品となっている。また、「願い星」の起源を描く物語としても注目されている。楽曲はジュリア・マイケルズとベンジャミン・ライスが手掛け、ディズニー作品で頻繁に編曲を担当してきたデイヴ・メッツガーがスコアを作曲した。
『ウィッシュ』は2023年11月8日、ロサンゼルスのハリウッドにあるエル・キャピタン劇場で初上映され、11月22日にアメリカで劇場公開された。批評は賛否が分かれ、製作費1億7500万～2億ドルに対し、全世界でおよそ2億5500万ドルの興行収入を記録したものの、スタジオには約1億3100万ドルの損失が発生したとみられ、興行的には失敗作とされた。また、本作はいくつかの賞にノミネートされ、ゴールデングローブ賞のアニメ映画賞にも選出された。

## ストーリー
国王マグニフィコと王妃アマヤは、地中海の島にロサス王国を建国した。魔術を学んだマグニフィコは、臣民たちの最も大きな願いを叶える力を持ち、臣民たちは自分の願いの記憶を差し出してマグニフィコに封印・保管してもらう。毎月行われる儀式で、マグニフィコは一つの願いを選び、それを叶える。
数年後、17歳のアーシャは、祖父サビーノの100歳の誕生日に、マグニフィコの弟子になるための面接に臨む。アーシャは、サビーノが「人々を鼓舞する」願いを叶えてもらうことを期待していた。面接は順調に進むが、アーシャがサビーノの願いを叶えてほしいと頼むと、マグニフィコはそれを拒否する。この願いが彼の権力を脅かす可能性があると見なしたためである。アーシャは、マグニフィコが叶えられなかった願いを元の持ち主に返すつもりがないことに気づき、彼の方法に疑問を呈するが、マグニフィコはアーシャの弟子入りも、彼女の家族の願いを叶えることも拒否する。
アーシャはサビーノと母サキナを説得しようとするが失敗し、失意の中で星に自分の願いをかける。すると、星が光る球体の形をした生命体として空から降りてくる。アーシャはその星を「スター」と名付ける。スターの魔法によって森の動物たち、特にアーシャのペットであるヤギのバレンティーノが話せるようになり、アーシャは家族の願いを取り戻すためにスターの助けを借りることを決意する。スターの存在を全ての王国の人々が感じ取り、マグニフィコはそれに脅威を感じる。アマヤの説得にもかかわらず、マグニフィコは禁断の黒魔術を用いて自分の権力を維持しようとする。
アーシャはサビーノの願いを取り戻し、サビーノはそれを思い出して喜ぶ。しかし、アーシャがスターを召喚したことを告げ口されたため、マグニフィコが彼らを逮捕しに現れる。黒魔術に汚染されたマグニフィコは、スターの魔法とロサスの願いを利用して自分の力を増幅しようとし、サビーノとサキナは近くの島へ逃れる。一方、アーシャ、スター、バレンティーノは市民の願いを解放するために残る。アーシャの友人であるサイモンが、騎士になる願いを叶えてもらうためにマグニフィコに彼女を売ったことが判明する。マグニフィコはサイモンの願いを叶えるが、さらに彼を洗脳して手下にし、アーシャを捕らえさせる。
アーシャは他の友人たち（ダリア、ガボ、ハル、バジーマ、サフィ、ダリオ）と協力し、マグニフィコの支配を終わらせようとする。アマヤもマグニフィコの堕落を知り、加勢する。友人たちがマグニフィコの書斎に侵入し天井を開放して願いを解放する間、アーシャはマグニフィコを引きつけるが、変装したサイモンに騙される。しかし、動物たちの助けでサイモンを倒す。マグニフィコは城の塔に登り、全ての願いの力を吸収してスターを捕らえる。アーシャは阻止しようとするが、マグニフィコは空を遮り、市民たちを動けなくして星に願いをかけることを妨げる。
それでも諦めないアーシャは、市民たちにロサスの未来を変える願いをかけるよう呼びかける。市民たちの強い願いの力がマグニフィコを打ち負かし、スターを解放する。マグニフィコの魔法は彼に反逆し、彼を杖の鏡に封じ込める。一方、市民たちは封印された願いを取り戻し、自分たちで願いを追求することの大切さを再認識する。
アマヤがロサスの唯一の統治者となり、市民たちが自分たちの力で願いを叶える手助けをする。後悔するサイモンは、アーシャと友人たちから許される。スターはアーシャに魔法の杖を贈り、人々に夢を持ち続けるよう励ます役割を託してから、他の星々と共に空へ戻る。

## 登場人物
※括弧内は日本語吹替。
アーシャ (Asha)
声 - アリアナ・デボーズ（生田絵梨花）
本作の主人公である17歳の少女。長い黒髪が特徴で、自身でも「優しすぎる」と評する性格を持つ。祖父サビーノの願いを叶えるために奮闘し、母国ロサスへの深い愛情を抱いている。 マグニフィコ王の弟子になるための面接を受けた際、彼の願いに対する考え方に異を唱えたが、意見は受け入れられなかった。帰宅後、サビーノを含む家族にマグニフィコの本性を打ち明けたものの信じてもらえず苦悩する。その後、星に願いをかけたことでスターと出会い、物語が動き出す。  スターの魔法と願いの返還を危険視したマグニフィコ王から裏切り者と見なされ、彼の暗い野望を察知して王国を救おうと行動する。物語の途中でマグニフィコの策略により指名手配され、友人サイモンの裏切りにも直面する。禁断魔法に取り憑かれたマグニフィコによってスターを失う危機に陥るが、希望を捨てず、ダリアたちを含む民衆全員と心を一つにして願い玉を取り戻す。  事件後、友人ダリオから「フェアリー・ゴッドマザーになってはどうか」という提案を受ける場面も描かれる。
マグニフィコ王 (King Magnifico)
声 - クリス・パイン（福山雅治）
ロサス王国の国王であり、世界中の人々から託された何百もの願いを管理する唯一の存在。幼少期に家族を盗賊に殺害され、その悔しさから鍛錬を重ねて魔法使いとなった過去を持つ。 表向きは王国と妻アマヤ王妃を深く愛し、国民からも信頼される人格者として振る舞うが、実際には本作のディズニー・ヴィランズに位置づけられるキャラクターである。その真の目的は「多くの願いを独占すること」にあり、アーシャを含む王国の人々の願いを我が物にしようと企む。アーシャが自身の本性と野望に気づいたことで、彼女を指名手配する。  最終決戦ではスターを仕留め、アーシャも抹消しようとするが、アーシャたちが心を一つにして希望を取り戻した結果、敗北を喫する。その後、呪いの杖に取り込まれる形で消滅。最後の瞬間にはアマヤ王妃に助けを求めるが許されず、そのまま地下牢に送られる。
バレンティノ (Valentino)
声 - アラン・テュディック（山寺宏一）
アーシャのペットであるヤギ。人と話したいという願いを持ち、スターの光の粒を食べたことで話す能力を得た。一人称は「俺」。自分でも驚くほど魅力的な低音ボイスを持つが、泣くときは高音になるという特徴がある。黄色い服を着ている。 事件後、すべての哺乳類が幸せに暮らせる世界を作ることを目標に掲げるようになった。
スター (Star)
不思議な星の妖精で、好奇心旺盛でお茶目な性格。言葉を話すことはできないが、表情や動きで感情を表現する。願いを叶える力を持ち、その魔法は植物に命を吹き込んだり、動物に言葉を話せるようにしたりするなど、高い能力を発揮する。このため、マグニフィコ王からは脅威として恐れられている。 このキャラクターはミッキーマウスから着想を得てデザインされた。美術監督のビル・シュワブは制作の初期段階でミッキーマウスについて議論し、「ウォルト・ディズニーがミッキーを創作したように、私たちの100周年記念映画にもミッキーへの敬意を表したキャラクターを加えられれば素晴らしいと思った」と語った。また、シュワブは「ミッキーの特徴的なハート型の顔を参考にし、それをスターの感情表現に取り入れた。さらに、スターのポーズもミッキーの動きに合わせてデザインした」と、制作に込められたウォルト・ディズニーへの敬意とキャラクターのデザインに関する背景を明かしている。
アマヤ王妃 (Queen Amaya)
声 - アンジェリーク・カブラル（檀れい）
マグニフィコ王の妻。国民を大切に思う優しい性格の持ち主で、夫を愛しているが、彼からは道具のように扱われている。 スターの存在を恐れるあまり禁断魔法を使おうとする夫の危険な目的を知り、最初は説得して思いとどまらせることに成功する。しかし、その後も独善的な行動を続ける夫に失望し、最終的にアーシャたちに協力することを決意する。
サビーノ (Sabino)
声 - ヴィクター・ガーバー（鹿賀丈史）
アーシャの祖父で、100歳。穏やかな性格で、マンドリン奏者になることを願っている。 事件後、自分たちに希望をもたらしたスターへの敬意を込めて、『星に願いを』を演奏した。愛称は「サバ」。
サキーナ (Sakina)
声 - ナターシャ・ロスウェル（恒松あゆみ）
アーシャの母。実はマグニフィコの被害者の一人で、過去に願いを奪われていた。
ダリア (Daliha)
声 - ジェニファー・クミヤマ（大平あひる）
アーシャの友人7人組の1人で、最も親しい友人。ケーキ作りが好きで、眼鏡を掛けた聡明で理知的な人物。松葉杖を使用しており、足に何らかの障害を持っていると考えられる。
サイモン (Simon)
声 - エヴァン・ピーターズ（落合福嗣）
アーシャの友人7人組の1人で、常に眠たげな様子の大柄な男性。過去にマグニフィコ王に選ばれて願いを忘れ去られていた。 作中では、自分の願いを思い出せずに悩んでいたところをマグニフィコにつけ込まれ、アーシャたちを裏切る。その後、願いであった「騎士になる夢」を叶えてもらうが、その際にマグニフィコに洗脳されてしまう。彼の命令を受けて逆賊として指名手配されていたアーシャを倒そうとするが、動物たちの妨害により洗脳が解ける。  事件後、洗脳されていたとはいえ、アーシャたちを裏切ったことを深く悔やみ、絶縁を覚悟で彼女たちに謝罪する。最終的にアーシャたちと和解する。
ガーボ (Garbo)
声 - ハーヴィー・ギレン（蒼井翔太）
アーシャの友人7人組の1人で、短気な少年。現実主義な性格で、当初はスターの存在を信じていなかったが、スターの魔法によるバレンティノとニワトリたちのミュージカルショーを目撃したことで、その存在を認めるようになる。高所恐怖症だが、仲間のために懸命に奮闘する。
サフィ (Safi)
声 - ラミー・ユセフ（岡本信彦）
アーシャの友人7人組の1人。鼻が大きく、アレルギー体質で頻繁にくしゃみをする男性。
ハル (Spring)
声 - ニコ・ヴァーガス（青野紗穂）
アーシャの友人7人組の1人。能天気でひょうきんな性格の女性。
バジーマ (Bajima)
声 - デラ・サバ（竹達彩奈）
アーシャの友人7人組の1人。恥ずかしがり屋な性格の女性。
ダリオ (Dario)
声 - ジョン・ルドニツスキー（宮里駿）
アーシャの友人7人組の1人。天然気味な性格の金髪の男性。

## キャスト
- アーシャ：アリアナ・デボーズ（生田絵梨花[21]）
- マグニフィコ王：クリス・パイン（福山雅治[22]）
- バレンティノ：アラン・テュディック（山寺宏一[23]）
- アマヤ：アンジェリーク・カブラル（英語版）（檀れい[24]）
- サビーノ：ヴィクター・ガーバー（鹿賀丈史[24]）
- サキーナ：ナターシャ・ロスウェル（恒松あゆみ[25]）
- ダリア：ジェニファー・クミヤマ（大平あひる[24]）
- ガーボ：ハーヴィー・ギレン（英語版）（蒼井翔太[24]）
- ハル：ニコ・ヴァーガス（青野紗穂[24]）
- サイモン：エヴァン・ピーターズ（落合福嗣[24]）
- サフィ：ラミー・ユセフ（英語版）（岡本信彦[24]）
- ダリオ：ジョン・ルドニツスキー（英語版）（宮里駿[24]）
- バジーマ：デラ・サバ（竹達彩奈[24]）
- 動物たち
  - リス：濱田めぐみ
  - キノコアンサンブル：小鳩くるみ、鈴木より子、すずきまゆみ、伊東えり、麻生かほ里、土居裕子、鈴木ほのか、菊地ゆうみ、橋爪紋佳、小此木麻里、平川めぐみ
  - フクロウアンサンブル：三ツ矢雄二、小泉孝太郎、高橋茂雄
  - 木のパパ：石丸幹二
  - ネズミ1／ネズミ2：中川翔子
  - ヤマアラシ：松たか子
  - カメ：武内駿輔
  - ティーンの木：本城雄太郎
  - 子ジカ：菅野美穂
  - 母ウサギ：上戸彩
  - ウサギの兄弟1：森川智之
  - ウズラのママ：屋比久知奈
  - ウズラのパパ：尾上松也
  - ウサギの姉妹：諸星すみれ
  - アライグマのママ1：斎藤瑠希
  - アライグマのママ2：平野綾
  - アライグマのママ3：ゆめっち
  - シマリス：吉川愛
  - ウサギの兄弟2：鈴木福
  - キノコ：原田泰造
  - シカ：林勇
  - クマ（ジョン）：丸山壮史
  - 木のママ：MARU
  - 木の子供：Zinee
  - フクロウ：吉岡悠歩

その他の日本語吹替版声優として、多和田えみ、HIKARU、岡田健次良、KWANI、あかり、みのり、内山紬、内山絃、原島梢、森優子、羽鳥佑、多田啓太、川上ひろみ、夏葵、中井美琴、佐野愛、岡本幸輔、片山公輔、松枝裕香、葛原詩織、水咲まりな、早川毅、近衛秀馬、鵜澤正太郎、星祐樹、柚木尚子、新井笙子、中西正樹、中村優月、山根あん、永瀬ゆずな、野地祐翔、鳴海竜明、風間俊介、浅倉大介、小宮山雄飛、宮島咲良、大友花恋、ゆりやんレトリィバァ、伊藤かりん、濱家隆一が名を連ねている。

## 制作

### 制作

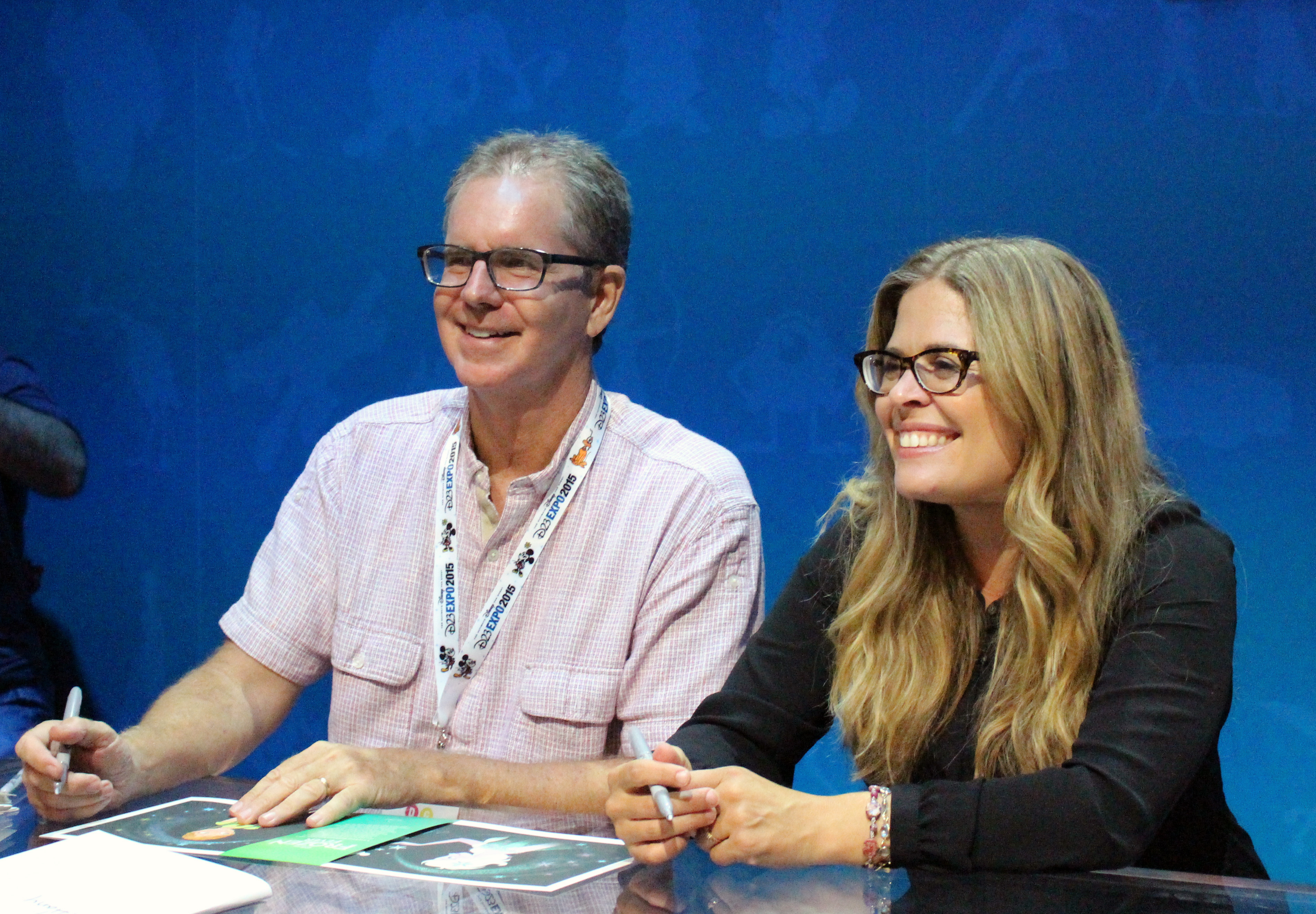
共同監督のクリス・バック（左）と共同脚本のジェニファー・リー（右）

『ウィッシュ』の制作は2018年に始まったが、2022年1月21日まで公にされなかった。この日、ウォルト・ディズニー・アニメーション・スタジオの最高クリエイティブ責任者であるジェニファー・リーが、スタジオでオリジナル映画の脚本を執筆していることが報じられた。
2022年9月9日、D23Expoでディズニー・アニメーションは本作のタイトルを発表するとともに、監督がクリス・バックとフォーン・ヴァーサントーン、プロデューサーがピーター・デル・ヴェッチョとフアン・パブロ・レイエス・ランカスター＝ジョーンズであることを明らかにした。バック、ヴァーサントーン、デル・ヴェッチョはそれぞれ共同監督、ストーリーアーティスト、プロデューサーとして、ジェニファー・リーとともに『アナと雪の女王』シリーズに携わった経歴を持つ。また、本作の作画スタイルはディズニーの伝統的な水彩アニメーションの外観と、現代のコンピュータアニメーションを融合させたものになることが発表された。作曲家のデイヴ・メッツガーによれば、キャラクターや舞台のデザインには『白雪姫』（1937年）や『眠れる森の美女』（1959年）が主なインスピレーションとなっており、特に後者は本作をシネマスコープ比率（2.55:1）で制作する決定にも影響を与えた。本作で長編監督デビューを果たしたヴァーサントーン、は、「ウォルト・ディズニーを称える作品を作れることに興奮している。私たちのアートと技術チームが協力して、ウォルトがインスピレーションを受けた20世紀のイラスト風の外観と、現代のCG技術をどのように組み合わせるかを模索した」と語っている。
アニメーションは当初、完全な手描き作画を予定していたが、カメラの動きやキャラクター表現に制約が多いと考えられたため、コンピュータアニメーションとの融合に変更された。
アートブック『The Art of Wish』によると、アマヤ王妃は当初、マグニフィコとともに敵役として描かれる予定だった。また、スターは当初「半分人間、半分魔法の存在で、光り輝くキャラクター」としてデザインされ、ピーター・パンに触発されていた。さらに、いくつかの構想やシーンが最終版から削除または変更されている。その中には、アーシャと家族が村に隠れ、村人が木に願いを書く場面や、サビーノがアーシャにマグニフィコと戦う決意を促した直後に死亡する場面、スターが女王アマヤとその兵士から逃れるために複数の生き物に変身する追跡シーン、マグニフィコが願いを飲み込んで全能の存在になり、アーシャが彼を引き止めるためにバレンティーノをスターに見せかけるという代替エンディングが含まれていた。また、アーシャがサビーノの願いを取り戻した後に彼が「A Wish Worth Making（かけがえのない願い）」を歌うシーンが、製作の最終段階で不明な理由により削除された。

### キャスティング
2022年9月9日、D23Expoにおいて、アリアナ・デボーズとアラン・テュディックがそれぞれアーシャとバレンティーノの主要キャラクターとしてキャスティングされたことが発表された。2023年4月26日、シネマコンでクリス・パインがマグニフィコ王の声を担当することが明らかにされた。脚本のジェニファー・リーは「マグニフィコ王は王国で最も権力を持つ人物であり、この寛大なキャラクターに魅力、知性、カリスマ性を与えられる人物が必要だった。クリスはそれを見事に表現し、それ以上のものをもたらしている」と語った。
2023年9月18日、アンジェリーク・カブラルがマグニフィコ王の妻であるアマヤ王妃の声を担当することが発表された。その他のキャストは、本編トレーラーの公開に伴い発表された。

### 音楽
2022年9月のD23Expoで、ジュリア・マイケルズが『ウィッシュ』のオリジナル楽曲の作詞と一部作曲を担当することが発表された。楽曲制作は新型コロナウイルス感染症の世界的流行中の前年に開始されていた。2023年4月までに、デヴィッド・メッツガーが映画のスコアを作曲することが確認され、ベンジャミン・ライスがマイケルズとともに楽曲制作に参加し、追加の作曲を担当した。4月のシネマコンでは、ディズニーがアーシャが歌う楽曲「This Wish（ウィッシュ～この願い～）」のクリップを公開。『Deadline Hollywood』の記者たちはこの曲を「非常に美しく、力強いアンセム」と評した。
2023年10月18日には、JPサックスも「This Wish」の追加音楽制作に参加していたことが明らかになった。映画のスコアとオーケストレーションには、メッツガーがカスタネットやフィンガーシンバルなどの民族打楽器、地中海地域のギターなどを取り入れ、ロサス王国の雰囲気を演出した。また、本作では『ピノキオ』（1940年）で初めて紹介されたディズニーの象徴的な楽曲「星に願いを」が登場する。この曲をスコアに組み込むため、監督のクリス・バックの要望でメッツガーは「星に願いを」の最初の5音を用い、「ウォルト・ディズニー・ピクチャーズ100周年記念ロゴからロサスの世界、そして『ウィッシュ』への移行をエーテルのようなテクスチャで表現した」と語った。
2023年10月16日、ディズニー・スタジオの公式100周年記念日に放送された『グッド・モーニング・アメリカ』で、サウンドトラックの楽曲が2023年10月18日の「This Wish」を皮切りに毎週水曜日に公開されることが発表された。サウンドトラックは2023年11月17日にウォルト・ディズニー・レコードから発売され、11月22日にはメッツガーのスコア、楽曲のインストゥルメンタルバージョン、マイケルズによるデモ録音を収録したデラックス版が発売された。

#### 楽曲
- 『ようこそ！ロサス王国へ（Welcome to Rosas）』歌：アリアナ・デボーズ、コーラス／生田絵梨花、コーラス
- 『輝く願い（At All Costs）』歌：クリス・パイン、アリアナ・デボーズ／福山雅治、生田絵梨花
- 『ウィッシュ～この願い～（This Wish）』歌：アリアナ・デボーズ／生田絵梨花
- 『誰もがスター！（I'm a Star）』歌：アリアナ・デボーズ、アラン・テュディック、ウッディ・バック、イヴェット・ニコール・ブラウン、コーラス／生田絵梨花、山寺宏一、丸山壮史、林勇、濱田めぐみ、原田泰造、松たか子、MARU、本城雄太郎、Zinee、吉岡悠歩、吉川愛、森川智之、鈴木福、諸星すみれ、武内駿輔、中川翔子、小鳩くるみ、鈴木より子、土居裕子、すずきまゆみ、平川めぐみ、伊東えり、小此木麻里、鈴木ほのか、麻生かほ里、菊地ゆうみ、橋爪紋佳、菅野美穂、石丸幹二、斎藤瑠希、平野綾、ゆめっち、尾上松也、屋比久知奈、三ツ矢雄二、小泉孝太郎、高橋茂雄、上戸彩
- 『無礼者たちへ（This Is The Thanks I Get?!）』歌：クリス・パイン／福山雅治
- 『真実を掲げ（Knowing What I Know Now）』歌：アリアナ・デボーズ、アンジェリーク・カブラル、ジェニファー・クミヤマ、ハーヴェイ・ギレン、ニコ・ヴァーガス、デラ・サバ、ラミー・ユセフ、ジョン・ラドニツキー／生田絵梨花、檀れい、大平あひる、蒼井翔太、青野紗穂、竹達彩奈、岡本信彦、宮里駿
- 『ウィッシュ～この願い～（リプライズ）（This Wish（reprise））』歌：アリアナ・デボーズ、ジェニファー・クミヤマ、アンジェリーク・カブラル、ヴィクター・ガーバー、ナターシャ・ロスウェル、ハーヴェイ・ギレン、ニコ・ヴァーガス、デラ・サバ、ラミー・ユセフ、ジョン・ラドニツキー／生田絵梨花、大平あひる、檀れい、鹿賀丈史、恒松あゆみ、蒼井翔太、青野紗穂、竹達彩奈、岡本信彦、宮里駿
- 『かけがえのない願い（A Wish Worth Making）（エンドソング）』歌：ジュリア・マイケルズ

### エンドクレジットに登場する歴代キャラクター
1. 白雪姫『白雪姫』(1937年12月21日公開)
2. ピノキオ『ピノキオ』(1940年2月7日公開)
3. ミッキーマウス『魔法使いの弟子（ファンタジア）』(1940年11月13日公開)
4. ダンボ『ダンボ』(1941年10月23日公開)
5. バンビ『バンビ』(1942年8月13日公開)
6. イカボード・クレイン『スリーピー・ホローの伝説（イカボードとトード氏）』(1949年10月5日公開)
7. シンデレラ『シンデレラ』(1950年2月15日公開)
8. チェシャ猫『ふしぎの国のアリス』(1951年7月28日公開)
9. ピーター・パン『ピーター・パン』(1953年2月5日公開)
10. レディ、トランプ『わんわん物語』(1955年6月16日公開)
11. マレフィセント『眠れる森の美女』(1959年1月29日公開)
12. ポンゴ『101匹わんちゃん』(1961年1月25日公開)
13. マーリン『王様の剣』(1963年12月25日公開)
14. バルー『ジャングル・ブック』(1967年10月18日公開)
15. マリー『おしゃれキャット』(1970年12月11日公開)
16. ロビン・フッド『ロビン・フッド』(1973年11月8日公開)
17. プー『くまのプーさん』(1977年3月11日公開)
18. トッド、コッパー『きつねと猟犬』(1981年7月10日公開)
19. バジル『オリビアちゃんの大冒険』(1986年7月2日公開)
20. オリバー『オリバー ニューヨーク子猫ものがたり』(1988年11月18日公開)
21. アリエル『リトル・マーメイド』(1989年11月17日公開)
22. ベル、野獣『美女と野獣』(1991年11月22日公開)
23. アラジン『アラジン』(1992年11月25日公開)
24. シンバ、ラフィキ『ライオン・キング』(1994年6月24日公開)
25. ポカホンタス『ポカホンタス』(1995年6月23日公開)
26. カジモド『ノートルダムの鐘』(1996年6月21日公開)
27. ヘラクレス『ヘラクレス』(1997年6月27日公開)
28. ムーラン『ムーラン』(1998年6月19日公開)
29. ターザン『ターザン』(1999年6月18日公開)
30. ヨーヨー・フラミンゴ『動物の謝肉祭（ファンタジア2000）』(1999年12月17日公開)
31. アラダー『ダイナソー』(2000年5月19日公開)
32. イズマ『ラマになった王様』(2000年12月15日公開)
33. マイロ・サッチ『アトランティス 失われた帝国』(2001年6月15日公開)
34. スティッチ『リロ&スティッチ』(2002年6月21日公開)
35. ジム・ホーキンス『トレジャー・プラネット』(2002年11月27日公開)
36. コーダ『ブラザー・ベア』(2003年11月1日公開)
37. マギー『ホーム・オン・ザ・レンジ にぎやか農場を救え！』(2004年4月2日公開)
38. チキン・リトル『チキン・リトル』(2005年11月4日公開)
39. ボルト『ボルト』(2008年11月21日公開)
40. ティアナ『プリンセスと魔法のキス』(2009年12月11日公開)
41. ラプンツェル『塔の上のラプンツェル』(2010年11月24日公開)
42. ラルフ『シュガー・ラッシュ』(2012年11月2日公開)
43. エルサ『アナと雪の女王』(2013年11月27日公開)
44. ヨウカイ（ロバート・キャラハン教授 ）『ベイマックス』(2014年11月7日公開)
45. ジュディ・ホップス、ニック・ワイルド『ズートピア』(2016年3月4日公開)
46. モアナ『モアナと伝説の海』(2016年11月23日公開)
47. ラーヤ『ラーヤと龍の王国』(2021年3月5日公開)
48. ミラベル・マドリガル『ミラベルと魔法だらけの家』(2021年11月24日公開)
49. スプラット『ストレンジ・ワールド/もうひとつの世界』(2022年11月23日公開)

「ラテン・アメリカの旅」(1942年8月24日公開)、「三人の騎士」(1944年12月21日公開)、「メイク・マイン・ミュージック」(1946年4月20日公開)、「ファン・アンド・ファンシー・フリー」(1947年9月27日公開)、「メロディ・タイム」(1948年5月27日公開)、『ビアンカの大冒険』(1977年6月22日公開)、『コルドロン』(1985年7月24日公開)、「ビアンカの大冒険 ゴールデン・イーグルを救え!」(1990年11月16日公開)、『ルイスと未来泥棒』(2007年3月30日公開)、「くまのプーさん」(2011年7月15日公開)、「シュガー・ラッシュ:オンライン」(2018年11月21日公開)、「アナと雪の女王2」(2019年11月22日公開)は含まれていない。

## 公開
『ウィッシュ』は、2023年11月8日にロサンゼルス・ハリウッドのエル・キャピタン劇場で世界初上映された。この日は2023年SAG-AFTRAストライキが翌日午前0時1分に終了することが発表された数時間後であり、上映にはクリス・バック、ファウン・ヴィーラスンソーン、ジェニファー・リー、ディズニーCEOのボブ・アイガーが出席した。キャストの代わりにアーシャ、ミッキーマウス、ミニーマウスがブルーカーペットを歩き、劇場上空ではドローンショーが行われた。アメリカでは2023年11月22日に劇場公開された。イギリスでは同年11月20日にロンドンのオデオン・リュクス・レスター・スクエアでプレミア上映が行われた。
2023年2月16日、ディズニーは『ストレンジ・ワールド/もうひとつの世界』やピクサーの『バズ・ライトイヤー』（ともに2022年）の商業的失敗を受け、『ウィッシュ』とピクサーの『マイ・エレメント』の劇場公開期間を延長し、家族層を劇場に呼び戻す計画を検討していると報じられた。同年6月15日、アヌシー国際アニメーション映画祭にて『ウィッシュ』の映像20分が公開された。11月18日には、ミッキーマウスとミニーマウスの95歳の誕生日を記念した特別ブランド映像が付属する形で早期上映が行われた。
2023年7月には、ハリウッド労働争議を理由に、ディズニーが『ウィッシュ』を含む2023年の公開作品の一部を延期する可能性があると報じられた。

### マーケティング
2023年10月1日、レゴは映画のシーンに基づいた3種類のセットを発売した。さらに、ファンコ、マテル、ハズブロ、ムーストイズも、同年10月4日に映画のキャラクターを基にしたおもちゃやフィギュアを発売した。2023年9月29日、ディズニーは本作の公式予告編が2019年の『アナと雪の女王2』以来、ディズニーアニメ映画で最も視聴された予告編になったと発表した。予告編は世界中のオンラインプラットフォームで6,650万回以上再生され、同年初めに公開されたティーザー予告編の2,000万回を大きく上回り、ディズニー映画としてTikTokで最も視聴された予告編となった。映画の独創性、キャラクター、音楽、そして物語のヴィランとしてのマグニフィコ王の役割が、ソーシャルメディア上で高く評価された。
2023年10月4日、ディズニーは「Wish Together」キャンペーンを発表。メイク・ア・ウィッシュ財団、ネスレ、ゼネラル・ミルズ、タコベル、マクドナルド、アップルビーズ、フレンドリーズ、ティージーアイ・フライデーズと提携し、映画関連商品の販売価格の10％を財団および各ブランドに寄付することを明らかにした。寄付額の上限は100万ドルに設定された。同年9月のDestination D23イベントでは、アーシャが11月中にディズニーパークでのミート＆グリートを行うことが発表された。このキャンペーンはカートゥーン・ネットワーク・ホテル、ウォルト・ディズニー・ワールド、東京ディズニーリゾート、香港ディズニーランド、上海ディズニーランド、ディズニーランド・パリなどで実施された。ただし、2023年SAG-AFTRAストライキの影響でキャストはDestination D23イベントに参加できなかった。
2023年12月19日、日本では『ウィッシュ』と『劇場版 SPY×FAMILY CODE: White』がコラボレーションし、スペシャルビジュアルと映像が公開された。コラボレーションの理由は、両作品のヒロインであるアーシャとアーニャの名前の類似や、共通点の多さにある。
特別映像では、困難な状況に立ち向かう2人が描かれており、それぞれが起こす奇跡に期待が寄せられた。映像のナレーションは、日本語版でアーシャを演じる生田絵梨花と、アーニャを演じる種﨑敦美が担当した。また、公開されたスペシャルビジュアルでは、願い星に手を伸ばすアーシャと、「星（ステラ）」向かって手を伸ばすアーニャが描かれている。

### ホームメディアと配信
『ウィッシュ』は、2024年1月23日にデジタルプラットフォームで配信が開始され、その後2024年3月12日にウォルト・ディズニー・スタジオ・ホーム・エンターテイメントからBlu-ray、DVD、4K UHDが発売された。2024年4月3日にはDisney+で配信が開始された。
Disney+での配信開始から5日間で1,320万回の視聴数を記録し、『ミラベルと魔法だらけの家』（2021年）および『アナと雪の女王2』（2019年）に次ぐ成績となった。2024年4月1日から7日の間に、ピクサーの『マイ・エレメント』以来となる10億分視聴を突破し、Disney+の映画セクションで視聴時間1位（10.2億分）を記録した。

## 評価

### 興行収入
『ウィッシュ』の世界興行収入は2億5,500万ドルで、内訳はアメリカとカナダで6,400万ドル、その他の地域で1億9,100万ドルだった。『Deadline Hollywood』によれば、全ての費用と収益を考慮した結果、本作はスタジオに1億3,100万ドルの損失をもたらしたと計算されている。
アメリカとカナダでは『ナポレオン』および『ソルトバーン』の拡大公開と同時期に公開され、感謝祭の5日間のオープニング週末で3,900館から4,500万～5,000万ドルを稼ぐと予測されていた。初日は830万ドル（火曜夜のプレビューから230万ドルを含む）を記録したが、感謝祭当日（390万ドル）とブラックフライデー（800万ドル）の結果を受け、予測は3,200万～3,300万ドルに下方修正された。最終的には週末で1,950万ドル、5日間合計で3,170万ドルを記録し、『ハンガー・ゲーム0』と『ナポレオン』に次いで3位となった。
『バラエティ』は、初動の不調について、ソーシャルメディアでのマーケティング不足や賛否が分かれた口コミが影響したと分析する一方で、ピクサーの『マイ・エレメント』のように息の長い興行になる可能性があると指摘した。その後、第2週末は740万ドル、第3週末は530万ドルを記録し、いずれも興行収入ランキングで5位に後退した。『ハリウッド・リポーター』は「現代の感謝祭公開作品としては最悪のオープニング」と評し、『バラエティ』は「壊滅的な失敗」と述べた。

### 批評
レビュー収集サイトRotten Tomatoesでは、223件の批評のうち48%が肯定的で、平均評価は10点中5.6点だった。同サイトのコンセンサスは「『ウィッシュ』は、スタジオのクラシック作品を温かく参照することで心を引きつけるが、どれだけ美しくアニメーション化されていても、ノスタルジーは本物の物語の魔法の代わりにはならない」としている。本作は『チキン・リトル』（2005年）以来、ウォルト・ディズニー・アニメーション・スタジオの作品として初めてRotten（低評価）に分類された。Metacriticでは、45件の批評に基づき加重平均スコア47/100を獲得し、「賛否両論または平均的な評価」とされた。このスコアは、同スタジオの作品としては最も低い評価となった。観客調査では、CinemaScoreで「A−」評価（A+からFまでのスケール）、PostTrakで71%の肯定的スコアを得た。
IndieWireのケイト・アーブランドは「『ウィッシュ』はディズニーの100周年を祝う作品で、過去を振り返り、現在を称え、未来への穏やかな一歩を示している」と評価した。『USAトゥデイ』のブライアン・トゥルイットは4点満点中3点を付け、「懐かしさを狙った古典的なディズニー作品への賛歌であることを堂々と認めつつ、それでも楽しませてくれる」と述べた。『エンパイア』のジョン・ニュージェントは、「ディズニーへの適切なトリビュートだが、新しい地平を切り開くわけではない」としつつも、「ブレイクダンスをするニワトリたちの場面は真のハイライト」とコメントした。『CinemaBlend』のサラ・エル＝マフムードは、「水彩画のような美しい背景、愛らしい動物たち、耳に残るポップソングといったディズニーの定番要素を備えている」と4/5の評価を付けた。
一方、否定的な評価も見られた。『ニューヨーク・ポスト』のジョニー・オレクシンスキーは1.5/4点を付け、「100周年記念として特別感がない」と述べた。『タイムズ』のケビン・メイハーは1/4点を付け、「感情的に空虚で個性のない作品」と酷評した。『ワシントン・ポスト』のマイケル・オサリバンは2/5点を付け、「ファンへのサービスを意識しすぎて新鮮なアイデアに欠ける」と指摘した。『バラエティ』のオーウェン・グライバーマンは「本物の魔法はリサイクルできない」と述べ、ディズニーの過去作へのオマージュが多すぎると批判した。
『Deadline Hollywood』のデイモン・ワイズは、映画が『シュレック』や『グレイテスト・ショーマン』に影響を受けているとし、「100周年記念としてディズニーの豊かな歴史を活かすには失望を感じる」と締めくくった。『ハリウッド・リポーター』のロヴィア・ギャーキーは「最も成功した瞬間でさえ、本作の魔法は平坦に感じる」と述べた。『スクリーン・インターナショナル』のティム・グリアーソンは、「かつての作品の特異性を際立たせるだけの戦略に終始している」と評した。『ニューヨーク・タイムズ』のエイミー・ニコルソンは、「本作はスピリチュアルな革命を描いている」として、主人公アーシャが人々に奇跡の力を信じさせようとするテーマを評価した。

### 受賞歴
| 賞                               | 受賞日         | カテゴリー                             | 受賞者 | 結果       | 脚注          |
| -------------------------------- | -------------- | -------------------------------------- | --- | ---------- | ------------- |
| 女性映画ジャーナリスト同盟賞     | 2024年1月3日   | 女性アニメーション賞                   | アリアナ・デボーズ | ノミネート | [ 94 ]        |
| アストラ映画賞                   | 2024年1月6日   | 声優賞                                 | アリアナ・デボーズ | ノミネート | [ 95 ] [ 96 ] |
| アストラ映画賞                   | 2024年1月6日   | オリジナル楽曲賞                       | 「This Wish（ウィッシュ～この願い～）」ジュリア・マイケルズ、ベンジャミン・ライス、JPサックス                                               | ノミネート | [ 95 ] [ 96 ] |
| ブラック・リール・アワード       | 2024年1月16日  | 声優賞                                 | アリアナ・デボーズ | ノミネート | [ 97 ]        |
| クリティクス・チョイス・アワード | 2024年1月14日  | アニメ映画賞                           | 『ウィッシュ』 | ノミネート | [ 98 ]        |
| クリティクス・チョイス・アワード | 2024年1月14日  | 楽曲賞                                 | 「This Wish（ウィッシュ～この願い～）」ジュリア・マイケルズ、ベンジャミン・ライス、JPサックス                                               | ノミネート | [ 98 ]        |
| ゴールデングローブ賞             | 2024年1月7日   | アニメ映画賞                           | 『ウィッシュ』 | ノミネート | [ 99 ]        |
| ハリウッドメディア音楽賞         | 2023年11月15日 | アニメーション映画部門オリジナル楽曲賞 | 「This Wish（ウィッシュ～この願い～）」ジュリア・マイケルズ、ベンジャミン・ライス、JPサックス                                               | ノミネート | [ 100 ]       |
| 視覚効果協会賞                   | 2024年2月21日  | エマージング・テクノロジー賞           | ブレント・バーレイ、ダニエル・ティース、ブライアン・J・グリーン（「一貫したスタイライズのための動的スクリーンスペーステクスチャ」に関して） | ノミネート | [ 101 ]       |
| キッズ・チョイス・アワード       | 2024年7月13日  | フェイバリット映画女性声優賞           | アリアナ・デボーズ | ノミネート | [ 102 ]       |

## 書誌情報
- エリン・ファリガンド、代田亜香子『ウィッシュ』小学館〈小学館ジュニア文庫〉、2023年12月15日発売[103]、ISBN 978-4-09-231472-6